# Centrale thermique de Kuchurgan
La centrale thermique de Kuchurgan (en roumain : Termocentrala de la Cuciurgan, russe : Молдавская ГРЭС, translittération Moldavskaya GRES) est une centrale thermique située à Dnestrovsc, au bord du réservoir de Koutchourhan, dans la région de la Transnistrie, en Moldavie.

## Caractéristiques
La centrale est alimentée par le gaz naturel, pétrole ou charbon et fournie de l'électricité à la Transnistrie via le réseaux électrique de Tiraspoltransgaz. Elle est la plus importante du sud/ouest de la Moldavie et exporte de l'énergie vers l'Ukraine, la Roumanie et jusqu’en Russie. Elle est privatisée en 2004 et cédée à l'entreprise russe Inter RAO, fait qui n'est pas reconnu par les autorités de Moldavie.
La centrale fournit 70 % de l'électricité en Moldavie.